# Рыбогорская
Рыбогорская — деревня в Шенкурском районе Архангельской области. Входит в состав Никольского сельского поселения.

## География
Деревня расположена в южной части Архангельской области, в 37 километрах на запад от города Шенкурска, на левом берегу реки Тарня, притока реки Ледь. Ближайшие населённые пункты: на западе деревня Ивановская, на юго-востоке деревни Лепшинская, Шульгинская, Анисимовская.
Часовой пояс
Рыбогорская, как и вся Архангельская область, находится в часовой зоне МСК (московское время). Смещение применяемого времени относительно UTC составляет +3:00.

## История
До момента образования Тарнянской волости в 1897 году деревня входила в состав Великониколаевской волости Шенкурского уезда.
В «Списке населенных мест Архангельской губернии к 1905 году» деревня Рыбогорская насчитывает 27 дворов, 113 мужчин и 117 женщин. В административном отношении деревня входила в состав Тарнянского сельского общества Тарнянской волости. В деревне находилось волостное правление.
На 1 мая 1922 года в поселении 13 дворов, 66 мужчин и 94 женщины.
С 2006 года по 2012 год деревня была административным центром Тарнянского сельского поселения.

## Население
| 2002 | 2010 | 2012 |
| ---- | ---- | ---- |
| 88   | ↘72  | ↗95  |

В 1926 году в Рыбогорской проживало 189 человек.

## Инфраструктура
В 2012 году в деревне введена в эксплуатацию новая цифровая АТС.

## Экономика
- Сельскохозяйственный производственный кооператив «совхоз Тарнянский»